# Une passion mexicaine
Pour plus de détails, voir Fiche technique et Distribution.
Une passion mexicaine est un documentaire français réalisé par François Reichenbach et sorti en 1992.

## Synopsis
Après Mexico Mexico (1968) et Entends-tu les chiens aboyer ? (1974), François Reichenbach réalise avec Une passion mexicaine son dernier portrait du Mexique.
Résultat d’un métissage entre le monde occidental et les grandes civilisations méso-américaines, aztèques et mayas, le Mexique actuel est l’un des pays d’Amérique du Sud où les traditions sont les plus fortes. Reichenbach part en explorateur avisé sur les traces d'un passé historique et chaotique. Il filme avec passion et complicité les fêtes rituelles ancestrales mexicaines. Derrière la frénésie des couleurs, des masques, des danses et des processions, il dresse le portrait d'une société mexicaine qui a gardé l'idée du métissage et le sens du sacré. L’âme de ce pays étonnant va-t-elle résister à l’assaut du XXIe siècle ? Les mexicains vont-ils continuer leur histoire culturelle, religieuse et sociale comme ils le font depuis des siècles ?

## Le contexte

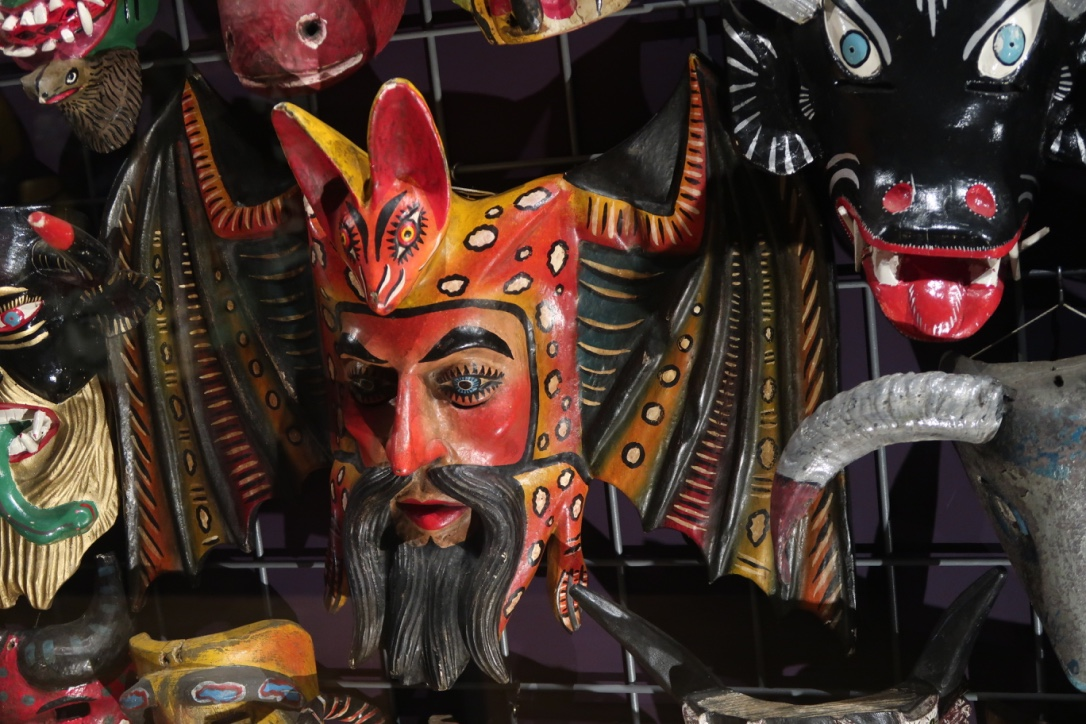
Masque chauve-souris résultant des métissages culturels entre les cultures autochtones et celle des colonisateurs. État de Guerrero, Mexique (Collection François Reichenbach).

François Reichenbach est un passionné du Mexique. Il y a séjourné très fréquemment depuis 1960 et il possède la nationalité mexicaine. Pendant plus de trente ans, il n'a cessé de montrer à travers ses films sa fascination. Dans ses mémoires Le monde a encore un visage, il raconte : « Entre le Mexique et moi le contact fut immédiat et définitif. Ce pays est ma terre d’Adoption, d’Amour et d’Avenir ». 
De ses séjours et de ses tournages au Mexique, il a amassé une collection exceptionnelle de plus de 3 000 objets d’art mexicains tout à fait remarquable en particulier des masques mexicains.

## Fiche technique
- Titre : Une passion mexicaine
- Réalisation : François Reichenbach
- Scénario : François Reichenbach
- Photographie : François Reichenbach
- Musique : Olivier Lliboutry
- Sociétés de production : Les Films du Prisme, Ultra Film, Arte
- Participation : CNC, Ministère des Affaires étrangères, IMCINE (Instituto Mexicano de Cinematografía)
- Pays :   France
- Genre  : documentaire
- Durée : 80 minutes
- Tournage : 1992
- Format : Betacam SP
- Date de sortie : France : 16 août 1996 sur ARTE
- ISAN : 0000-0005-21D4-0000-3-0000-0000-S